# المبادرة الإنسانية
المبادرة الإنسانية هي مجموعة من الدول التي تطورت في إطار معاهدة حظر الانتشار النووي ودبلوماسية الأسلحة النووية على نطاق أوسع. اشتركت 159 دولة للبيان المشترك للمبادرة في عام 2015.

## نبذة
منذ عام 2013 إزداد عدد المؤتمرات التي تبحث في التأثير الإنساني للأسلحة النووية، وبلغت ذروتها في المبادرة الإنسانية، التي أصدرتها الحكومة النمساوية، «لسد الفجوة القانونية لحظر الأسلحة النووية والقضاء عليها». تمت المصادقة على هذا التعهد اعتبارًا من 1 يونيو 2015. يُنظر إلى المبادرة الإنسانية على أنها رد مباشر على عدم إحراز تقدم في نزع السلاح النووي.